# Piotr Rysiukiewicz
Piotr Grzegorz Rysiukiewicz, född den 14 juli 1974, är en polsk före detta friidrottare som tävlade i kortdistanslöpning främst 400 meter. 
Rysiukiewicz främsta meriter i karriären kom som en del av polska stafettlag på 4 x 400 meter. Totalt blev det fem medaljer där den främsta prestationen var VM-guldet inomhus 2001 tillsammans med Piotr Haczek, Jacek Bocian och Robert Mackowiak.
Individuellt deltog han vid två VM 1999 och 2001 men var aldrig i final. Han deltog även vid Olympiska sommarspelen 2000 men tog sig inte vidare från försöken.

## Personligt rekord
- 200 meter - 21,31
- 400 meter - 45,54